# Nothosaurus
Nothosaurus var ett släkte kräldjur som levde under mitten till slutet av trias. Fossil från Nothosaurus har bland annat påträffats i Kina, Israel, Arabiska halvön, Ryssland, Tyskland, Schweiz, Nederländerna och Nordafrika.
Nothosaurus kunde bli upp till tre meter lång. Den levde av fisk och hade troligen ett levnadssätt som liknar dagens sälar; den fiskade under vatten och vilade på land. Fötterna hade långa tår med simhud mellan dem; kroppen, halsen och svansen var långa och troligen hade den en fena på ryggen för att kunna styra under vatten. Käkarna var långa med vassa, smala sammanlänkade tänder.